# Artabotrys porphyrifolius
Artabotrys porphyrifolius este o specie de plante angiosperme din genul Artabotrys, familia Annonaceae, descrisă de Nurainas. Conform Catalogue of Life specia Artabotrys porphyrifolius nu are subspecii cunoscute.